# Francia ai Giochi della XVII Olimpiade
La Francia partecipò ai Giochi della XVII Olimpiade che si sono svolti a Roma dal 25 agosto all'11 settembre 1960, con una delegazione di 238 atleti impegnati in diciannove discipline per un totale di 120 competizioni. Portabandiera alla cerimonia di apertura fu il quarantenne cavaliere Pierre Jonquères d'Oriola, alla sua terza Olimpiade.
A dispetto dell'elevato numero di atleti partecipanti, la squadra francese conquistò solo cinque medaglie: due d'argento e tre di bronzo. Questa fu l'unica Olimpiade estiva in cui la Francia non conquistò nessuna medaglia d'oro, con la sola eccezione di Saint Louis 1904, dove peraltro fu presente un solo atleta francese.

## Medagliere

### Per discipline
| Sport              | Oro | Argento | Bronzo | Totale |
| ------------------ | --- | ------- | ------ | ------ |
| Atletica leggera   | 0   | 1       | 1      | 2      |
| Canottaggio        | 0   | 1       | 0      | 1      |
| Equitazione        | 0   | 0       | 1      | 1      |
| Lotta greco-romana | 0   | 0       | 1      | 1      |
| Totale             | 0   | 2       | 3      | 5      |

### Medaglie
| Medaglia | Atleta                                                                   | Sport              | Evento                      |
| -------- | ------------------------------------------------------------------------ | ------------------ | --------------------------- |
| Argento  | Michel Jazy                                                              | Atletica leggera   | 1500 metri piani            |
| Argento  | Robert Dumontois Claude Martin Jacques Morel Guy Nosbaum Tim. Jean Klein | Canottaggio        | Quattro con maschile        |
| Bronzo   | Abdoulaye Sèye                                                           | Atletica leggera   | 200 metri piani maschili    |
| Bronzo   | Louis Jean Le Goff Guy Lefrant Jéhan Le Roy                              | Equitazione        | Concorso completo a squadre |
| Bronzo   | René Schiermeyer                                                         | Lotta greco-romana | Pesi welter                 |

## Risultati

### Calcio
| Atleta | Classifica |                    |
| --- | --- | ------------------ |
| V · D · M Nazionale olimpica francese · Calcio ai Giochi Olimpici Estivi 1960 P Samoy · P Wettstein · D Bodin · D Bordas · D Gonzales · D Philippe · D Polonia · C Artélésa · C Aygoui · C Baratto · C Samper · A Arab · A Coinçon · A Dubaële · A Élise · A Giamarchi · A Loncle · A Quédec · A Stamm · CT : Rigal | 5° |                    |
| Nazionale olimpica francese · Calcio ai Giochi Olimpici Estivi 1960 | |                    |
| P Samoy · P Wettstein · D Bodin · D Bordas · D Gonzales · D Philippe · D Polonia · C Artélésa · C Aygoui · C Baratto · C Samper · A Arab · A Coinçon · A Dubaële · A Élise · A Giamarchi · A Loncle · A Quédec · A Stamm · CT: Rigal                                                                                | P Samoy · P Wettstein · D Bodin · D Bordas · D Gonzales · D Philippe · D Polonia · C Artélésa · C Aygoui · C Baratto · C Samper · A Arab · A Coinçon · A Dubaële · A Élise · A Giamarchi · A Loncle · A Quédec · A Stamm · CT: Rigal | Francia (bandiera) |

### Pallacanestro
| Atleta | Classifica |
| --- | ---------- |
| V · D · M Nazionale francese - Pallacanestro ai Giochi della XVII Olimpiade 3 Villecourt · 4 Dorigo · 5 Monclar · 6 Christ · 7 Degros · 8 Baltzer · 9 Antoine · 10 Grange · 11 Mayeur · 12 Beugnot · 13 Baillet · 14 Bertorelle · All. André Buffière | 10°        |
| Nazionale francese - Pallacanestro ai Giochi della XVII Olimpiade |            |
| 3 Villecourt · 4 Dorigo · 5 Monclar · 6 Christ · 7 Degros · 8 Baltzer · 9 Antoine · 10 Grange · 11 Mayeur · 12 Beugnot · 13 Baillet · 14 Bertorelle · All. André Buffière                                                                             |            |

### Pallanuoto
| Atleta | Classifica                                                                                                  |                    |
| --- | --- | ------------------ |
| V · D · M Nazionale maschile francese di pallanuoto · Giochi olimpici - Roma 1960 Moellé · Daubinet · Jany · Haas · Greder · Neubauer · Lambert · Faetibolt · Lochon · Meslier · Weil · CT : - | 10° |                    |
| Nazionale maschile francese di pallanuoto · Giochi olimpici - Roma 1960 | |                    |
| Moellé · Daubinet · Jany · Haas · Greder · Neubauer · Lambert · Faetibolt · Lochon · Meslier · Weil · CT: -                                                                                    | Moellé · Daubinet · Jany · Haas · Greder · Neubauer · Lambert · Faetibolt · Lochon · Meslier · Weil · CT: - | Francia (bandiera) |